# LCD Soundsystem (musikalbum)
LCD Soundsystem är gruppen med samma namns debutalbum, utgivet i januari 2005. Den första sidan består av nyinspelade låtar medan den andra är en samling av singlar utgivna fram till 2004.

## Låtlista
Alla sånger är skrivna av James Murphy om inget annat är noterat.

### Disk ett
1. "Daft Punk Is Playing at My House" – 5:16
2. "Too Much Love" – 5:42
3. "Tribulations" – 4:59
4. "Movement" – 3:04
5. "Never as Tired as When I'm Waking Up" – 4:49
6. "On Repeat" – 8:01
7. "Thrills" – 3:42
8. "Disco Infiltrator" – 4:56
9. "Great Release" – 6:35

### Disk två
1. "Losing My Edge" – 7:51
2. "Beat Connection" (Murphy, Tim Goldsworthy) – 8:08
3. "Give It Up" – 3:55
4. "Tired" (Murphy, Pat Mahoney) – 3:34
5. "Yeah" (Crass Version) (Murphy, Goldsworthy) – 9:21
6. "Yeah" (Pretentious Version) (Murphy, Goldsworthy) – 11:06
7. "Yr City's a Sucker" (Full Version) – 9:22